# Jaderná elektrárna Mondžu
Jaderná elektrárna Mondžu (japonsky もんじゅ, Mondžu) je vyřazená jaderná elektrárna v Japonsku. Nachází se poblíž města Curuga v prefektuře Fukui. Elektrárna byla vyřazena z provozu dne 5. prosince 2017 po dlouhodobé odstávce, která byla zahájena 8. prosince 1995 a po které se reaktor do provozu už nikdy nevrátil. Za celou svou dobu existence byl od jeho spuštění v roce 1995 do uzavření v roce 2017 v provozu pouhých 250 dní. Elektrárnu vlastní a provozovala Japonská agentura pro atomovou energii. Elektrárna byla pojmenována po japonském bódhisattvu Maňdžušrí. Areál elektrárny se rozkládá na pozemku o velikosti 1,08 km2.

## Historie a technické informace

### Počátky
Dne 26. září 1968 byl předložen předběžný návrh reaktoru jako další krok po experimentálním množivém reaktoru Jojo. V roce 1970 bylo jako preferované místo vybráno město Curuga, přičemž místní prefekturální vláda projekt schválila. Později byly zahájeny geologické průzkumy. Dne 20. února 1976 byla podepsána bezpečnostní dohoda s městem Curuga a prefekturou Fukui. Přípravné práce na stavbu byly zahájeny dne 25. ledna 1983.

### Výstavba a uvedení do provozu
Samotná výstavba elektrárny byla zahájena dne 10. května 1986. 22. března 1991 byl na místo dopraven sodík, který sloužil jako chladivo reaktoru. Elektrárna byla fakticky hotová už v roce 1991 a 18. května téhož roku byly dokončeny instalační práce a zahájen zkušební provoz reaktoru. Dne 5. dubna 1994 bylo poprvé dosaženo kritičnosti v reaktoru, což znamená zahájení štěpné reakce. Dne 29. srpna 1995 byla zahájena výroba elektřiny a blok byl připojen k síti. Datum uvedení do komerčního provozu není známé.

### Havárie 1995
Tři měsíce poté, co byl reaktor připojen k síti, 8. prosince 1995, došlo v reaktoru k havárii. Vlivem silných vibrací v místě měření na sekundárním okruhu, který byl plný sodíku, došlo k jeho úniku. Došlo k obrovskému uniku sodíku, jehož objem se odhaduje na 700 až 3000 kilogramů. Sodík jako alkalický kov prudce reaguje mimo jiné s kyslíkem a vlhkostí a produkuje velké množství tepla. Pod korozivními výpary a teplotami několika set stupňů Celsia se některé ocelové součásti v zasažené místnosti začaly tavit. V 19:30 byl spuštěn poplach a automatické řízení reaktoru bylo deaktivováno. Trvalo však až do 21:00, než byly zplodiny detekovány a zařízení bylo zcela odstaveno. Když byl únik vyšetřován, byly nalezeny více než tři tuny pevného sodíku.
Vzhledem k tomu, že k havárii došlo v sekundárním chladicím okruhu, uniklý sodík nebyl radioaktivní. Polostátní provozovatel reaktoru, Power Reactor and Nuclear Fuel Development Corporation, který patřil pod Japonskou agenturu pro atomovou energii, se pokusil rozsah havárie skrýt zveřejňováním falešných zpráv, pozměněním videozáznamu natočeného po havárii a nucením zaměstnanců mlčet o existenci nezfalšovaného videa. Pravda o incidentu však na veřejnost brzy unikla.
V lednu 1996 Šigeo Nišimura, vedoucí oddělení provozní organizace, skočil z výškové budovy. Domníval se, že selhal ve svém pokusu pokusu přesvědčit veřejnost o potřebě rychlých množivých reaktorů po tehdy největší havárii v japonské jaderné historii.
Když japonská komise pro atomovou energii 24. listopadu 2000 oznámila, že reaktor bude znovu uveden do provozu, došlo k veřejnému pobouření a sérii soudních případů, které se pokusily tomu zabránit. Dne 30. května 2005 však soud rozhodl, že reaktor smí být uveden do provozu.

### Další incidenty
V březnu a dubnu 2008 bylo objeveno několik vadných detektorů úniku sodíku, což vedlo k příkazu ke kontrole dalších částí a znovu zpochybnilo obnovení provozu.
Zkušební provoz byl obnoven 6. května 2010 s plánovaným zahájením pravidelného provozu v roce 2013. Ještě před dosažením kritičnosti byl při restartu objeven vadný detektor úniku plynu.
Dne 26. srpna 2010 došlo k další nehodě, kdy na nádobu reaktoru spadlo třítunové zařízení na zavážení paliva a poškodilo ji.
Když v březnu 2011 došlo k havárii ve Fukušimě, zásadně se změnil pohled obyvatel a vlády na jadernou energii. K uvedení do provozu proto nestihlo dojít. V květnu 2013 japonské ministerstvo životního prostředí zakázalo reaktor znovu uvést do provozu. K obnovení provozu, který byl plánován na rok 2013 nestihlo dojít v důsledku havárii ve Fukušimě a následnému zákazu provozu, kdy reaktoru byla odebrána provozní licence.

### Parametry reaktoru
Šlo o množivý typ reaktoru chlazený sodíkem s třemi chladicími okruhy. Reaktor fungoval na směsný oxid MOX. Elektrárna měla hrubý výkon 280 MW a čistý, který byl odesílán do sítě, 246 MW. Reaktor byl definitivně vyřazen z provozu 5. prosince 2017 a od té doby probíhá jeho demontáž. Odhaduje se, že potrvá asi 30 let a bude stát 2,5 miliardy euro.

## Informace o reaktorech
| Reaktor  | Typ reaktoru | Výkon  | Výkon  | Zahájení výstavby | Připojení k síti | Uvedení do provozu | Uzavření    |
| Reaktor  | Typ reaktoru | Čistý  | Hrubý  | Zahájení výstavby | Připojení k síti | Uvedení do provozu | Uzavření    |
| -------- | ------------ | ------ | ------ | ----------------- | ---------------- | ------------------ | ----------- |
| Mondžu-1 | FBR          | 246 MW | 280 MW | 10. 5. 1986       | 29. 8. 1995      | N/A                | 5. 12. 2017 |